# Richard Sterne (Golfspieler)
Richard Sterne (* 27. August 1981 in Pretoria) ist ein südafrikanischer Profigolfer der European Tour.

## Werdegang
Schon im Alter von vier Jahren brachte ihn seine Großmutter zum Golfsport. Als Amateur gewann Sterne sowohl die Jugend- als auch die Nationalen Offenen Meisterschaften Südafrikas, und zwar im Zähl- und im Lochspiel.
Sterne wurde 2001 Berufsgolfer und bespielte ab der Saison 2002 die Challenge Tour, Europas Turnierserie der zweiten Leistungsebene. Über die Tour School qualifizierte er sich für die große European Tour ab 2003, gewann 2004 seinen ersten Titel und ist seither ständiges Mitglied. Sein bislang bestes Ranking in der European Tour Order of Merit war der 14. Platz, den er 2007 erreichte.
Sterne ist eng mit dem legendären südafrikanischen Golfer Gary Player befreundet, mit dem er auch immer wieder verglichen wird, nicht zuletzt aufgrund ihrer sehr ähnlichen Statur. Auch aufgrund dieser persönlichen Verbundenheit hat er mehrmals am Gary Player Invitational charity event seines Freundes teilgenommen, um Geldmittel für die Ausbildung unterprivilegierter Kinder in Südafrika zu sammeln.

## European Tour Siege
- 2004 Open de Madrid
- 2007 The Celtic Manor Wales Open
- 2008 Joburg Open (zählt auch zur Sunshine Tour)
- 2009 Alfred Dunhill Championship, South African Open (zählen beide auch zur Sunshine Tour)
- 2013 Joburg Open (auch Sunshine Tour)

## Andere Turniersiege
Amateur
- 1999 South African Junior Championship, South African Amateur Championship
- 2001 South African Amateur Stroke Play Championship, Indian Amateur Open Championship

Professional
- 2001 Rye Hill Championship (Europro Tour)
- 2005 Nashua Masters (Sunshine Tour)
- 2007 Vodacom Championship (Sunshine Tour)

## Teilnahmen an Mannschaftswettbewerben
- World Cup: 2006, 2008, 2009
- Presidents Cup: 2013

## Resultate bei Major Championships
| Tournament        | 2006 | 2007 | 2008 | 2009 | 2010 | 2011 | 2012 | 2013 | 2014 | 2015 | 2016 | 2017 | 2018 | 2019 |
| ----------------- | ---- | ---- | ---- | ---- | ---- | ---- | ---- | ---- | ---- | ---- | ---- | ---- | ---- | ---- |
| Masters           | DNP  | DNP  | T25  | CUT  | DNP  | DNP  | DNP  | T25  | DNP  | DNP  | DNP  | DNP  | DNP  | DNP  |
| US Open           | DNP  | DNP  | CUT  | DNP  | DNP  | DNP  | DNP  | DNP  | DNP  | DNP  | DNP  | DNP  | DNP  | DNP  |
| Open Championship | CUT  | CUT  | CUT  | T34  | DNP  | DNP  | T39  | T21  | CUT  | DNP  | T46  | DNP  | DNP  | CUT  |
| PGA Championship  | DNP  | WD   | DNP  | WD   | DNP  | DNP  | DNP  | CUT  | T36  | DNP  | DNP  | T28  | DNP  | CUT  |

DNP = nicht teilgenommen

CUT = Cut nicht geschafft

„T“ geteilte Platzierung

Grüner Hintergrund für Siege

Gelber Hintergrund für Top 10